# Охрана труда

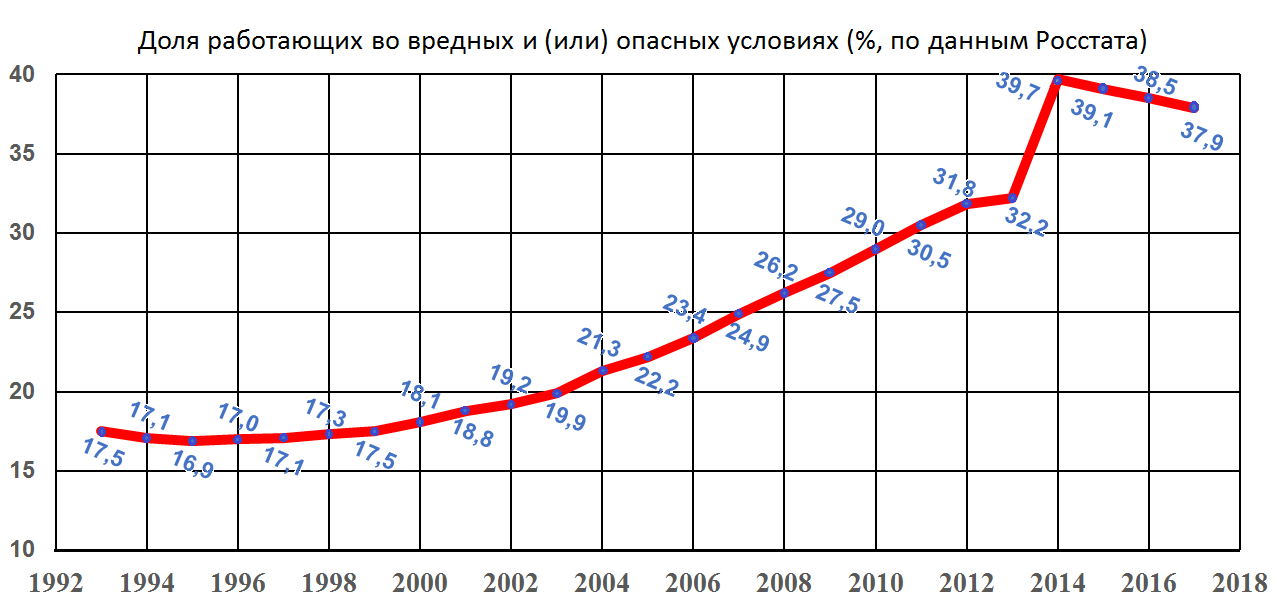
Доля работающих во вредных и (или) опасных условиях (РФ), Росстат. Работа во вредных условиях приводила к смерти 190 тыс. ежегодно. Спад после 2014 г. объясняется тем, что закон 426-ФЗ приравнивает выдачу СИЗ к улучшению условий труда, и тем, что методики оценки условий труда стали менее строгими

Охра́на труда́ — это система мер, направленных на сохранение жизни и здоровья работников в процессе работы, включающая в себя правовые, социально-экономические, организационные, технические, санитарно-гигиенические, лечебно-профилактические, реабилитационные и иные мероприятия.
Охрана труда имеет большое значение. Основной задачей охраны труда является снижение рисков травматизма, развития профессиональных заболеваний и уменьшение количества несчастных случаев на работе. Помимо этого, охрана труда помогает снизить неудовлетворённость работой сотрудников и, соответственно, уменьшить текучесть кадров, а также повышает производительность труда. На уровне государства обеспечение безопасности жизнедеятельности может служить критерием оценки его социально-экономического развития и нравственного состояния общества.
По данным Международной организации труда ежегодно из-за несчастных случаев на производстве и профессиональных заболеваний погибает 2,3 миллиона человек, из них около 317 тысяч — это несчастные случаи со смертельным исходом. Характерной национальной особенностью охраны труда в РФ является то, что уровень профессиональной заболеваемости и травматизма сохраняется неприемлемо высоким в то время как большая часть профессиональных заболеваний и несчастных случаев без смертельного исхода не регистрируется; уровень смертности населения трудоспособного возраста в 4,5 раз выше, чем в ЕС, и в 1,5 раз выше чем в развивающихся странах.
Из-за неэффективной государственной политики в области охраны труда значительно возросла доля рабочих мест с вредными условиями труда. Из-за этого заметно увеличилось количество людей трудоспособного возраста, умирающих из-за профессиональных заболеваний. По оценкам экспертов Международной организации труда (МОТ), в России в 2001 году из-за профзаболеваний ежегодно умирало около 57,9 тыс. работников, а в 2014 году — уже около 190 тыс. человек, несмотря на многократный рост объёмов продаж средств индивидуальной защиты за это время. По мнению российских профпатологов, в СССР и России с 1930-х систематически занижается число регистрируемых профзаболеваний.
В РФ государство не проводит адекватного стимулирования работодателей улучшать условия труда; законодательство об охране труда не работает на практике.

## Элементы системы
Охрана труда не тождественна технике безопасности, производственной санитарии или гигиене труда. Охрана труда по своей сути представляет набор обязательных для исполнения работодателями мероприятий, таких как обучение по охране труда, проведение медосмотров, обеспечение молоком и профилактическим питанием «вредников», обеспечение работников спецодеждой по установленным нормам, предоставление льгот и компенсаций за вредные условия труда. Охрана труда не занимается вопросами обеспечения безопасности производственного процесса, продукции, сырья и поэтому не может служить интересам сохранения жизни и здоровья работников в процессе трудовой (производственной) деятельности. Охрана труда, как система мероприятий управляется единственным органом исполнительной власти — Минтрудом в рамках его полномочий. Фактически охрана труда является частью социально-трудовых отношений. Таким образом в состав системы охраны труда входят следующие направления производственной безопасности:
- Производственная санитария определяется как система организационных мероприятий и технических средств, предотвращающих или уменьшающих воздействие на работающих вредных производственных факторов.
- Гигиена труда характеризуется как профилактическая медицина, изучающая условия и характер труда, их влияние на здоровье и функциональное состояние человека и разрабатывающая научные основы и практические меры, направленные на профилактику вредного и опасного воздействия факторов производственной среды и трудового процесса на работающих.
- Электробезопасность — состояние защищённости работника от вредного и опасного воздействия электротока, электродуги, электромагнитного поля и статического электричества.
- Пожарная безопасность — состояние защищённости личности, имущества общества и государства от пожаров.
- Промышленная безопасность — состояние защищённости жизненно важных интересов личности и общества от аварий на опасных производственных объектах и последствий указанных аварий. В свою очередь охрана труда, электробезопасность, промышленная безопасность, пожарная безопасность являются составными частями
- Безопасность жизнедеятельности — наука о комфортном и безопасном взаимодействии человека с техносферой.
- Управление безопасностью труда — организация работы по обеспечению безопасности, снижению травматизма и аварийности, профессиональных заболеваний, улучшению условий труда на основе комплекса задач по созданию безопасных и безвредных условий труда. Основана на применении законодательных нормативных актов в области охраны труда.
- Управление профессиональными рисками — Методы управления людьми и организациями, позволяющие снизить риски травмирования или заболевания работающих, включая ограничение, снижение, передачу и устранение риска[16].

| Терминология                                             | Терминология |
| -------------------------------------------------------- | --- |
| ЕИСОТ                                                    | Единая общероссийская справочно-информационная система по охране труда |
| Охрана труда                                             | система сохранения жизни и здоровья работников в процессе трудовой деятельности, включающая в себя правовые, социально-экономические, организационно-технические, санитарно-гигиенические, лечебно-профилактические, реабилитационные и иные мероприятия; |
| Условия труда                                            | совокупность факторов производственной среды и трудового процесса, оказывающих влияние на работоспособность и здоровье работника; |
| Работник                                                 | физическое лицо, вступившее в трудовые отношения с работодателем; |
| Работодатель                                             | организация (юридическое лицо), представляемая её руководителем или иным лицом (по оформленной нотариусом доверенности), либо физическое лицо, с которым работник состоит в трудовых отношениях; |
| Организация                                              | предприятие, учреждение либо другое юридическое лицо независимо от форм собственности и подчинённости; |
| Вредный производственный фактор                          | производственный фактор, воздействие которого на работника может привести к его заболеванию; |
| Опасный производственный фактор                          | производственный фактор, воздействие которого на работника может привести к его травме; |
| Рабочее место                                            | место, в котором работник должен находиться или в которое ему необходимо прибыть в связи с его работой и которое прямо или косвенно находится под контролем работодателя; |
| Рабочая зона                                             | пространство высотой до 2 м над уровнем пола или площадки, на которых находятся места постоянного или временного пребывания работающих в процессе трудовой деятельности; |
| Средства индивидуальной и коллективной защиты работников | технические средства, используемые для предотвращения или уменьшения воздействия на работников вредных или опасных производственных факторов, а также для защиты от загрязнения; |
| Производственная деятельность                            | совокупность действий людей с применением орудий труда, необходимых для превращения ресурсов в готовую продукцию, включающих в себя производство и переработку различных видов сырья, строительство, оказание различных услуг. |
| Авария                                                   | разрушение сооружений, оборудования, технических устройств, неконтролируемые взрыв и/или выброс опасных веществ, создающие угрозу жизни и здоровью людей (ГОСТ 12.0.006-2002). |
| Аварийная ситуация                                       | ситуация, которая может привести к поломке деталей и травмированию работающего (ГОСТ 12.2.009-99). |
| Безопасное расстояние                                    | наименьшее расстояние между человеком и источником опасного и вредного производственного фактора, при котором человек находится вне опасной зоны (ГОСТ 12.0.002.80) |
| Пожарная безопасность                                    | состояние объекта, при котором исключается возможность пожара, а в случае его возгорания предотвращения воздействия на людей опасных факторов пожара и обеспечивается защита материальных ценностей; |
| Безопасность                                             | состояние, при котором риск для здоровья и безопасности персонала находится на приемлемом уровне (ГОСТ Р 12.0.006-2002) |
| Безопасность производственного оборудования              | свойства производственного оборудования соответствовать требованиям безопасности труда при монтаже (демонтаже) и эксплуатации в условиях, установленных нормативно-технической документацией (ГОСТ 12.0.002.80). |
| Безопасные условия труда                                 | состояние условий труда, при котором воздействие на работающего вредных и(или) опасных производственных факторов исключено либо уровни их воздействия не превышают установленных нормативов. |
| Профессиональный риск                                    | вероятность причинения вреда здоровью в результате воздействия вредных и (или) опасных производственных факторов при исполнении работником обязанностей по трудовому договору или в иных случаях, установленных настоящим Кодексом, другими федеральными законами. Порядок оценки уровня профессионального риска устанавливается федеральным органом исполнительной власти, осуществляющим функции по выработке государственной политики и нормативно-правовому регулированию в сфере труда с учётом мнения Российской трёхсторонней комиссии по регулированию социально-трудовых отношений (ТК РФ). |
| Система управления охраной труда                         | часть общей системы управления, которая способствует управлению рисками в области охраны труда, связанными с деятельностью предприятия. Она включает организационную структуру, планирование, ответственность, практическую деятельность, процедуры, процессы и ресурсы для разработки, внедрения, осуществления, анализа и поддержания в рабочем состоянии политики предприятия в области ОТ. |
| Давление звуковое(E. Sound pressure)                     | Переменное давление, избыточное над равновесным, возникающее при прохождении звуковой волны в жидкой или газообразной среде. (Терминологический словарь по строительству. М.: Рус. яз., 1986) |
| Датчик системы безопасности (safety system sensor)       | Устройство или совокупность устройств системы безопасности, выполняющие измерение условий протекания процесса. Примечание — Например передатчик, преобразователь, переключатель процессов, переключатель направлений. |
| Действия при аварийной ситуации (emergency operation)    | Все действия и функции, направленные на предотвращение или устранение аварийной ситуации. |
| Журнал учёта опасностей                                  | Документ, в котором регистрируют все действия по управлению функциональной безопасностью, выявленные опасности, ответственных лиц, принятые и утверждённые решения или же указывают ссылки на связанные с этим процессом документы. Примечание — Журнал учёта опасностей иногда называют протоколом угроз. |

## Требования охраны труда
Государственные нормативные требования охраны труда устанавливают правила, процедуры и критерии, направленные на сохранение жизни и здоровья работников в процессе трудовой деятельности
В соответствии с российским законодательством (ст.212 ТК РФ) обязанности по обеспечению безопасных условий и ОТ возлагаются на работодателя, конкретно — на первое лицо предприятия.
Каждый работник обязан (ст. 214 ТК РФ):
- Соблюдать требования ОТ;
- Правильно применять средства индивидуальной и коллективной защиты;
- Проходить обучение безопасным методам и приёмам выполнения работ, инструктаж по ОТ, стажировку на рабочем месте и проверку знаний требований ОТ;
- Немедленно извещать своего непосредственного руководителя о любой ситуации, угрожающей жизни и здоровью людей, о каждом несчастном случае, происшедшем на производстве, или об ухудшении состояния своего здоровья, в том числе о проявлении признаков острого профессионального заболевания или отравления;
- Проходить обязательные предварительные и периодические медицинские осмотры.

Кроме обязанностей, каждый работник имеет права и гарантии права на безопасные и здоровые условия труда, которые сформулированы в российском законодательстве.
Гарантии права работника на труд в условиях, соответствующих требованиям ОТ, состоят, в частности, в том, что:
- Государство гарантирует работникам защиту их права на труд в условиях, соответствующих требованиям ОТ;
- Условия труда по трудовому договору должны соответствовать требованиям ОТ;
- На время приостановления работ вследствие нарушения требований ОТ не по вине работника за ним сохраняется место работы и средний заработок;
- При отказе работника от выполнения работ при возникновении опасности для его жизни и здоровья, работодатель обязан предоставить работнику другую работу на время устранения такой опасности. Если предоставление другой работы невозможно, время простоя оплачивается в соответствии с действующим законодательством;
- В случае не обеспечения работника средствами защиты по нормам работодатель не в праве требовать от работника выполнения трудовых обязанностей и обязан оплатить простой;
- Отказ работника от выполнения работ из-за опасности для его жизни и здоровья, либо от тяжёлых работ и работ с вредными или опасными условиями труда, не предусмотренных трудовым договором, не влечёт за собой привлечение его к дисциплинарной ответственности;
- В случае причинения вреда жизни и здоровью работника при исполнении трудовых обязанностей осуществляется возмещение указанного вреда в соответствии с действующим законодательством;

## Охрана труда в России

### История
Охране труда до революции уделяли мало внимания. В Уставе о промышленном труде (1913 г.) предпринимались попытки сформулировать понятие «охрана труда», под которым подразумевались меры, которые должны соблюдаться для сохранения жизни, здоровья и нравственности рабочих во время работы, при размещении их в фабрично-заводских и горно-промысловых зданиях, а также меры по организации врачебной помощи (ст. 117, 125 Устава).

#### В СССР
В 1918 г. был принят Кодекс законов о труде (КЗОТ), в который вошли основные положения первых декретов советской власти в области регулирования условий труда рабочих и служащих, таким образом, «охрана труда» была поставлена на одно из первых мест в трудовом законодательстве. КЗОТ определял охрану труда как охрану жизни, здоровья и труда лиц, занятых какой бы то ни было хозяйственной деятельностью, возлагаемой на инспекцию труда, на технических инспекторов и на представителей санитарного надзора (ст. 127).
Значительный вклад в становление охраны труда в СССР внёс С. Каплун
Характерной особенностью охраны труда в СССР была её профилактическая направленность (как и здравоохранения в целом).
.

#### После распада СССР
В России государственный контроль и надзор за соблюдением требований охраны труда осуществляется федеральной инспекцией труда при Министерстве труда и социальной защиты Российской Федерации и федеральными органами исполнительной власти (в пределах своих полномочий).
Федеральная инспекция труда контролирует выполнение законодательства, всех норм и правил по охране труда. Государственный санитарно-эпидемиологический надзор, осуществляемый органами Министерства здравоохранения Российской Федерации, проверяет выполнение предприятиями санитарно-гигиенических и санитарно — противоэпидемических норм и правил. Государственный энергетический надзор при Министерстве топлива и энергетики Российской Федерации контролирует правильность устройства и эксплуатации электроустановок. Государственный пожарный надзор контролирует выполнение требований пожарной безопасности при проектировании и эксплуатации зданий и помещений.
Другими надзирающими органами являются: федеральный горный и промышленный надзор, федеральный надзор Российской Федерации по ядерной и радиационной безопасности, государственная инспекция безопасности дорожного движения, органы юстиции и т. д.
По мнению академика Измерова «Ранее существовавший стимул деятельности предприятий — „план любой ценой“, — заменил другой, более жёсткий стимул — „прибыль любой ценой“. При этом — „прибыль сегодня“. Последствия деятельности … дальнейшему сокращению продолжительности жизни населения и ухудшению показателей состояния здоровья».

### Особенности регистрации несчастных случаев и профессиональных заболеваний
Исторически сложилось так, что в СССР и РФ в системе охраны труда сильно искажена «обратная связь» — учёт профзаболеваний, несчастных случаев и даже несчастных случаев со смертельным исходом. На основе марксистско-ленинского подхода к неблагоприятным изменениям здоровья при трудовой деятельности как последствиям эксплуатации трудящихся при капитализме в 1930-х на государственном уровне было принято решение об уменьшении числа несчастных случаев и профзаболеваний в социалистическом СССР до нуля:
В 1936 г. 16-я партийная конференция ВКП(б), принявшая программу развития СССР на многие годы, в части совершенствования системы оказания медицинской помощи населению страны в первом пункте постановления, посвящённого этой теме, прописала необходимость решения задачи ликвидации профессиональных заболеваний, а во втором — резкого снижения производственного травматизма. И началась «борьба». Производственный травматизм в 1937 г. по отношению к 1936 г. на большинстве предприятий снизился на 43-55 %. Данные о первично поставленных диагнозах «профессиональное заболевание» и «производственный травматизм» стали секретными. Из пятилетки в пятилетку общая численность первично поставленных диагнозов «профессиональное заболевание» сокращалась на 23-25 %.
…
Впервые за многие годы в 1987 г. в нашей стране были опубликованы данные о первично поставленных диагнозах «профессиональная болезнь» за 1985 г. Они оказались достаточно впечатляющими — 12700 случаев. В этом же году диагноз по профзаболеваниям в США был поставлен более чем в 137 000 случаях. При этом отдельные фирмы (например, Форд, Крайслер и др.) были оштрафованы на многие миллионы долларов за сокрытие отдельных случаев профессиональных поражений. В настоящее время число первично поставленных диагнозов в РФ находится в пределах 8000. Таким образом, поставленная ВКП(б) задача о «борьбе» с профессиональными болезнями была, по существу, решена.

Низкий уровень профессиональной заболеваемости в РФ можно объяснить низким качеством периодических медицинских осмотров работающего населения, недостаточной квалификацией врачей их проводящих, и, как следствие этого, выявляется «вершина айсберга» — тяжёлые инвалидизирующие формы профессиональных заболеваний, когда человек практически нетрудоспособен и нуждается в определении степени утраты трудоспособности и группы инвалидности.
Наиболее ярко проблемы регистрации несчастных случаев со смертельным исходом отражены в (таблица 2 стр. 11):
| Отличия в регистрируемом числе несчастных случаев со смертельным исходом | Отличия в регистрируемом числе несчастных случаев со смертельным исходом | Отличия в регистрируемом числе несчастных случаев со смертельным исходом | Отличия в регистрируемом числе несчастных случаев со смертельным исходом | Отличия в регистрируемом числе несчастных случаев со смертельным исходом |
| Годы                                                                     | Росстат                                                                  | ФСС                                                                      | Роструд                                                                  | Максимальное расхождение данных                                          |
| ------------------------------------------------------------------------ | ------------------------------------------------------------------------ | ------------------------------------------------------------------------ | ------------------------------------------------------------------------ | ------------------------------------------------------------------------ |
| 2001                                                                     | 4368                                                                     | 5755                                                                     | 6194                                                                     | 1826                                                                     |
| 2002                                                                     | 3920                                                                     | 5715                                                                     | 5865                                                                     | 1945                                                                     |
| 2003                                                                     | 3536                                                                     | 5180                                                                     | 5185                                                                     | 1649                                                                     |
| 2004                                                                     | 3292                                                                     | 4684                                                                     | 4924                                                                     | 1632                                                                     |
| 2005                                                                     | 3091                                                                     | 4235                                                                     | 4604                                                                     | 1513                                                                     |
| 2006                                                                     | 2881                                                                     | 3591                                                                     | 4301                                                                     | 1420                                                                     |
| 2007                                                                     | 2966                                                                     | 3677                                                                     | 4417                                                                     | 1451                                                                     |
| 2008                                                                     | 2548                                                                     | 3238                                                                     | 3931                                                                     | 1383                                                                     |
| 2009                                                                     | 1967                                                                     | 2598                                                                     | 3200                                                                     | 1233                                                                     |
| 2010                                                                     | 2004                                                                     | 2438                                                                     | 3120                                                                     | 1116                                                                     |

По данным Роструда, которые наиболее достоверны, в 2008 г. было выявлено 2074 сокрытых несчастных случаев на производстве. Работодателями было скрыто 64 групповых несчастных случая, 404 случая со смертельным исходом, 1332 тяжёлых несчастных случая. В связи с этим авторы рекомендовали возродить дореволюционную традицию — законодательно обязать органы внутренних дел вести расследование несчастных случаев на производстве.
По данным МОТ на один несчастный случай со смертельным исходом приходится порядка 20 случаев смерти из-за профессиональных заболеваний и 1000 случаев, приводящих к временной утрате трудоспособности на срок 3 и более дня, и около 2000 случаев с утратой трудоспособности на 1 день и более. В РФ сопоставление даёт другую, очень отличающуюся картину (таблица 4 стр. 12
| Соотношение между зарегистрированными несчастными случаями с и без смертельного исхода | Соотношение между зарегистрированными несчастными случаями с и без смертельного исхода | Соотношение между зарегистрированными несчастными случаями с и без смертельного исхода | Соотношение между зарегистрированными несчастными случаями с и без смертельного исхода |
| Годы                                                                                   | Всего несчастных случаев                                                               | Со смертельным исходом                                                                 | Отношение числа всех н/с к числу н/с со смертельным исходом                            |
| -------------------------------------------------------------------------------------- | -------------------------------------------------------------------------------------- | -------------------------------------------------------------------------------------- | -------------------------------------------------------------------------------------- |
| 2000                                                                                   | 45 958                                                                                 | 4548                                                                                   | 10,1                                                                                   |
| 2001                                                                                   | 100 790                                                                                | 5755                                                                                   | 17,5                                                                                   |
| 2002                                                                                   | 124 667                                                                                | 5715                                                                                   | 21,8                                                                                   |
| 2003                                                                                   | 112 107                                                                                | 5180                                                                                   | 21,6                                                                                   |
| 2004                                                                                   | 101 036                                                                                | 4684                                                                                   | 21,57                                                                                  |
| 2005                                                                                   | 90 965                                                                                 | 4235                                                                                   | 21,5                                                                                   |
| 2006                                                                                   | 88 235                                                                                 | 3591                                                                                   | 24,6                                                                                   |
| 2007                                                                                   | 85 012                                                                                 | 3677                                                                                   | 23,1                                                                                   |
| 2008                                                                                   | 77 364                                                                                 | 3238                                                                                   | 23,9                                                                                   |
| 2009                                                                                   | 64 660                                                                                 | 2598                                                                                   | 24,9                                                                                   |

Существенное отличие сведений для РФ по отношению числа несчастных случаев со смертельным исходом к числу случаев утраты трудоспособности показывает, что большая часть несчастных случаев без смертельного исхода — не регистрируется.
Происходит неуклонное ухудшение условий труда: (в начале 1990-х в неблагоприятных условиях работало 18 % трудящихся, а в 2011 — уже более 30 %, по официальным данным). Частота регистрируемых профзаболеваний в РФ в 40 раз «меньше», чем в Дании, в 38 раз «меньше», чем в США, в 13 раз «меньше», чем в Финляндии, в 7.3 раза «меньше», чем в Японии, и в 3.5 раз «меньше», чем в ФРГ. Например, если по данным доклада Министра труда Новой Зеландии в 2012 г. в этой стране было зарегистрировано 17-20 тыс. профзаболеваний (население в 2012 г. — 4.6 млн), то в Ростовской области в том же году — 66 случаев (население 4.2 млн). Оставляет желать лучшего качество медосмотров — по данным из 45 работодателей 60 % отметили формальное проведение ПМО, и в 31 % случаев указали на низкую квалификацию врачей-специалистов; треть рабочих (из 107 опрошенных) сочла качество медосмотра плохим 40 % удовлетворительным; среди врачей, проводивших медосмотры, 40 % считали главным недостатком отсутствие системы контроля качества, половина опрошенных отметила, что больше всего времени во время медосмотра тратит на заполнение документов. Качество медосмотров удовлетворяло 4,4 % работодателей, и их сочли хорошими четверть опрошенных рабочих. Однако по данным представителя центров профпатологии, из 22 млн работающих во вредных условиях, лишь 5 млн прошли обязательные медосмотры; а выявляемость профессиональных заболеваний при прохождении медосмотров в коммерческих медицинских организациях бывает на два порядка ниже, чем при прохождении медосмотров в специализированных центрах профпатологии.
При нарушениях, способных привести к авариям, инспектору Ростехнадзора предлагали оплатить «10 штрафов вперёд». Ситуация в строительстве не лучше.
Отсутствие «обратной связи» между созданием безопасных и здоровых условий труда (или наоборот) и отсутствие ответственности работодателя за нанесение вреда здоровью рабочих стимулирует работодателя экономить средства на улучшении условий труда; а государство исчерпало возможности воздействия на работодателя в сложившихся условиях.
В совокупности, это привело к тому, что смертность трудоспособного населения РФ превышает аналогичный показатель по Европейскому Союзу в 4,5 раз, в 1,5 раз смертность в развивающихся странах, и в 2,5 раз средний показатель по РФ. Неуклонно ухудшающиеся условия труда на большинстве предприятий достигли неблагополучного, если не критического уровня. От воздействия вредных и опасных производственных факторов в РФ ежегодно умирает, по приближённым оценкам экспертов, от более 150 тысяч человек до порядка 190 тыс. человек.

### Особенности оплаты труда на вредных и опасных производствах
В частности, работникам, занятым на работах с вредными и опасными условиями труда, устанавливается оплата труда, повышенная не менее чем на 4 % по сравнению с тарифными ставками (окладами), установленными для аналогичных видов работ с нормальными условиями труда.
Установить минимальный размер повышения оплаты по каждому классу условий труда должно Минздравсоцразвития России (п. 2 постановления № 870). Но до сих пор этого не сделано. Поэтому до принятия соответствующих документов размер доплат можно рассчитывать на основании Типового положения об оценке условий труда на рабочих местах и порядке применения отраслевых перечней работ, на которых могут устанавливаться доплаты рабочим за условия труда, утверждённого постановлением Госкомтруда СССР и Секретариата ВЦСПС от 03.10.86 № 387/22-78 (далее — Типовое положение). Об этом говорится в информации Минтруда России от 01.10.2012. Косвенно такой вывод можно сделать также из Определения Верховного суда РФ от 01.11.2012 № АПЛ12-651.
В письме Роструда от 19.06.2012 № ПГ/4463-6-1 уточняется, что нормативные акты бывшего СССР могут применяться, если их положения включены в коллективный или трудовые договоры с работниками.

### Ответственность за нарушение требований охраны труда
Работодатели обязаны предоставлять работникам безопасное место для труда, а работники могут требовать соблюдения законодательства в области охраны труда. Работники могут отказаться от работы в любое время, когда они чувствуют, что это небезопасно. Однако многие несчастные случаи происходят из-за неграмотности сотрудников и попустительства ответственных лиц.
Лица, виновные в нарушении требований ОТ, невыполнении обязательств по ОТ, предусмотренных договорами и соглашениями, трудовыми договорами (контрактами), или препятствующие деятельности представителей органов госнадзора и контроля за соблюдением требований ОТ, а также органов общественного контроля, несут дисциплинарную, административную, гражданско-правовую и уголовную ответственность в соответствии с законодательством РФ.
Различают следующие виды дисциплинарных взысканий:
- Замечание;
- Выговор;
- Увольнение по соответствующим основаниям.

К административным взысканиям за нарушение требований ОТ относятся административный штраф и дисквалификация.
Уголовная ответственность за нарушение требований охраны труда предусматривает следующие виды наказаний:
- штраф;
- лишение права занимать определённые должности и заниматься определённой деятельностью;
- исправительные работы;
- лишение свободы на определённый срок.

### Правила и инструкции по охране труда
Министерство труда Российской Федерации от 17.12. 2002 года постановлением № 80 утвердило Методические рекомендации по разработке государственных нормативных требований охраны труда. Данным документом установлен порядок разработки, согласования, утверждения, учёта, издания, распространения, отмены правил и инструкций по охране труда, установлены требования к их построению, содержанию, оформлению и обозначению, порядок их проверки, пересмотра и обеспечения ими предприятий, а также надзор и контроль за их соблюдением.
Правила по охране труда не исключают действия стандартов Системы стандартов безопасности труда (ССБТ), строительных и санитарных норм и правил, а также правил, норм безопасности, утверждённых федеральными надзорами России, и не должны противоречить этим документам.
Правила по охране труда — нормативный акт, устанавливающий требования по охране труда, обязательные для исполнения при проектировании, организации и осуществлении производственных процессов, отдельных видов работ, эксплуатации производственного оборудования, установок, агрегатов, машин, аппаратов, а также при транспортировании, хранении, применении исходных материалов, готовой продукции, веществ, отходов производств и т. д.
Правила по охране труда могут быть межотраслевого и отраслевого назначения. Межотраслевые правила по охране труда утверждаются Министерством труда Российской Федерации, а отраслевые правила — соответствующими федеральными органами исполнительной власти по согласованию с Министерством труда Российской Федерации.
Правила по охране труда утверждаются на определённый срок действия или без ограничения этого срока.
Инструкция по охране труда — нормативный акт, устанавливающий требования по охране труда при выполнении работ в производственных помещениях, на территории предприятия, на строительных площадках и в иных местах, где производятся эти работы или выполняются служебные обязанности.
Инструкции по охране труда могут быть типовыми (отраслевыми или межотраслевыми) и для работников предприятий (для отдельных должностей, профессий и видов работ).
Типовые инструкции утверждаются федеральными органами исполнительной власти после проведения предварительных консультаций с соответствующими профсоюзными органами.
В качестве типовой инструкции данной отрасли может быть использована типовая инструкция другой отрасли для работников соответствующих профессий (видов работ) с согласия федерального органа исполнительной власти, утвердившего указанную инструкцию.
Инструкции по охране труда могут разрабатываться как для работников по должностям (директор, главный бухгалтер, экономист, менеджер по персоналу и др.), отдельным профессиям (электросварщики, станочники, слесари, электромонтёры, уборщицы, лаборанты, доярки и др.), так и на отдельные виды работ (работа на высоте, монтажные, наладочные, ремонтные работы, проведение испытаний и др.). В соответствии с судебной практикой целесообразно организовать разработку инструкций по должностям согласно утверждённому работодателем штатному расписанию.
Типовая инструкция для работников должна содержать следующие разделы:
- общие требования охраны труда (включая должностные обязанности работника);
- требования охраны труда перед началом работы;
- требования охраны труда во время работы;
- требования охраны труда в аварийных ситуациях;
- требования охраны труда по окончании работы.

При необходимости в инструкцию можно включать дополнительные разделы.
Для вводимых в действие новых производств допускается разработка временных инструкций для работников. Временные инструкции должны обеспечивать безопасное ведение технологических процессов и безопасную эксплуатацию оборудования.
Инструкции для работников всех должностей утверждаются руководителем предприятия после согласования с соответствующим профсоюзным органом (или иным выборным органом) и службой охраны труда, а в случае необходимости и с другими заинтересованными службами и должностными лицами по усмотрению службы охраны труда.
Инструкции могут быть выданы работникам на руки под расписку в личной карточке инструктажа для изучения при первичном инструктаже, либо вывешены на рабочих местах или участках, либо храниться в ином месте, доступном для работников.
Изучение инструкций для работников обеспечивается работодателем. Требования инструкций являются обязательными для работников. Невыполнение этих требований должно рассматриваться как нарушение трудовой дисциплины.

### Организация работы с персоналом по охране труда
Работа с персоналом по охране труда является одним из основных направлений производственной деятельности, обеспечивающей безопасность, надёжность и эффективность работы предприятия, и направлена на решение следующих основных задач:
- обеспечение соответствия квалификации лиц, принимаемых на работу, требованиям, характеристикам и условиям производства;
- формирование необходимых знаний и навыков работника перед допуском к самостоятельной работе, в том числе специальных, необходимых для допуска работника к обслуживанию оборудования и/или выполнению работ, подконтрольных органам государственного надзора;
- сохранение необходимых знаний и навыков, развитие производственных навыков в процессе трудовой деятельности;
- совершенствование знаний и навыков при изменении производственных условий;
- постоянный и систематический контроль профессиональных знаний и навыков работника в процессе его трудовой деятельности;
- изучение и применение передовых безопасных приёмов производства работ, воспитание у персонала ответственности за соблюдение правил, норм и инструкций по охране труда.

### Аттестация рабочих мест по условиям труда (АРМ)
Трудовой кодекс РФ определил, что аттестация рабочих мест — это оценка условий труда на рабочих местах в целях выявления вредных и опасных производственных факторов и осуществления мероприятий по приведению условий труда в соответствие с государственными нормативными требованиями охраны труда.
Обязанность по обеспечению безопасных условий и охраны труда, а, как следствие, и обязанность по аттестации рабочих мест, трудовым кодексом РФ возложена на работодателя. Аттестации подлежит каждое рабочее место, она должна проводиться не реже одного раза в пять лет. При аттестации производится оценка всех опасных и вредных производственных факторов. Для проведения аттестации создаётся специальная комиссия.
Даже если фирма небольшая и не предполагает опасных условий, могущих повлиять на трудоспособность работников, аттестацией рабочих мест пренебрегать не следует. В противном случае организация рискует подвергнуться штрафу в размере от 30 000 до 50 000 рублей или даже приостановлению деятельности на срок до 90 суток.

### Специальная оценка условий труда (СОУТ)
Закон 426-ФЗ «О специальной оценке условий труда» регулирует проведение специальной оценки условий труда.
Оценка условий труда заключается в измерениях вредных факторов, которые воздействуют на работника в ходе трудовой деятельности, и не требует от работодателя улучшать условия труда.

#### Критика подходов и практики при выполнении спецоценки
Возможность этого закона эффективно влиять на условия труда была подвергнута сомнению специалистами.
Были изменены критерии оценки условий труда. В результате доля рабочих мест с вредными условиями труда в, например, алюминиевой промышленности- снизилась в 10 раз (с 11,6 до 1,2 %); при подземной добыче руды — с 82,3 до 73,9 %; на предприятиях чёрной металлургии снижение достигало 50 % и выше (без какого-то значимого внедрения технических и/или технологических средств, способных снизить вредное воздействие на работников). При этом, например, на предприятиях алюминиевой промышленности хроническая интоксикация соединениями фтора составила 38,7 %. Методические подходы при спецоценке содержат многочисленные отличия от научно-обоснованных гигиенических принципов, и не позволяют получить реальные данные об условиях труда; методика СУОТ требует корректировки. При таком «улучшении», уровень заболеваемости остался высоким.
Снижение класса (подкласса) труда за счёт выдачи рабочим эффективными СИЗ было раскритиковано в:
1. Отсутствовал серьёзный контроль и за качеством аттестации (предшественнице спецоценки), и даже за самим её проведением. С 01.09.2008 до 01.01.2013 о проведении аттестации отчиталось 2 % хозяйствующих субъектов.
2. Не охватываются все виды вредных и опасных производственных факторов. В ряде случае аттестующие организации вообще ничего не меряют, а за умеренную плату выдают документы о приемлемых условиях труда — без выезда на предприятие.
3. Качество подготовки экспертов может быть недостаточным. Аттестация экспертов состоит в ответах на вопросы, а наличие навыков измерений не проверяется.
4. Рабочие должны использовать эффективные СИЗ, но оценка их эффективности на рабочих местах при реальном применении невозможна. Снижение класса вредности при выдаче «эффективных» СИЗ противоречит основному принципу охраны труда, требующему обеспечивать рабочих в первую очередь эффективными средствами коллективной защиты.

Авторы предложили отменить статьи 6 и 7 Закона 426-ФЗ, и поручить квалифицированному НИИ разработать перечни вредных факторов для их идентификации для разных видов производств, технологий работ и используемых материалов.
Замеры на рабочих местах подтвердили опасения. Например, по данным уральского центра профпатологии, использование шумовых дозиметров для определения воздействия шума на рабочих, позволило выявлять случаи превышения фактического уровня над измеренным при специальной оценке до 19,7 дБ. А инструментальная проверка ослабления шума у защитных наушников показала, что она ниже декларируемой, и во многих случаях недостаточна для обеспечения защиты работников.
«Перекос» в сторону чрезмерно широкого использования СИЗ (самого неэффективного способа профилактики профзаболеваний и несчастных случаев) — сохранился. Это отчасти объясняется сложившимися (в условиях не регистрации большей части случаев развития профзаболеваний) традициями; а отчасти — лоббированием интересов поставщиков влиятельной Ассоциацией СИЗ.

## Охрана труда в разных странах

### Охрана труда на Украине
Главным законом Украины в сфере охраны труда является Закон Украины «Об охране труда» (укр.).
Основные требования, которые должно выполнить предприятие:
1. Создать службу охраны труда;
2. Разработать и утвердить на предприятии положения, инструкции и иные акты по охране труда;
3. Организовать проведение инструктажей по вопросам охраны труда;
4. Обеспечить обучение и проверку знаний по вопросам охраны труда;
5. Позаботиться о проведении медицинских осмотров;
6. Обеспечить работников средствами индивидуальной защиты, мылом, молоком, солёной водой и прочее;
7. Провести аттестацию рабочих мест;
8. Наладить учёт несчастных случаев.

### Охрана труда в США
До принятия Закона об охране труда 1970 г. в США не было ни одного общегосударственного нормативного документа, регулирующего правовую сторону обеспечения здоровых и безопасных условий на рабочих местах (за исключение ряда законов о безопасности на угольных шахтах). Тем не менее, профессиональные заболевания и травмы регистрировались, проводилась их статистическая обработка, проводились научные исследования в области промышленной безопасности, гигиены и санитарии, медицины труда, токсикологии и профессиональных заболеваний. Отсутствие специализированных нормативных документов не препятствовало рабочим обращаться к врачам и затем в суды, и порой выигрывать судебные иски к работодателям (что наносило им как прямой, так и косвенный экономический и моральный ущерб — за счёт выплат компенсаций и ухудшения репутации). Однако страдали не только рабочие и предприниматели, но и общество в целом.
В 1934 году был принят первый закон, регулировавший отношения предпринимателей и наёмных работников (Waish-Healey Public Contracts Act), однако он распространялся лишь на тех работодателей, которые выполняли заказы правительства на сумму свыше 10 000 долларов; и он не оказал серьёзного воздействия на предпринимателей.
Научные исследования в начале 20-го века стимулировались необходимостью резко повысить выпуск военной продукции, и (из-за того, что заказчиком было правительство) крупные компании шли навстречу требованиям охраны труда, и содействовали их разработке и выполнению. Другой особенностью США стало то, ч то к работам в области промышленной гигиены широко привлекали научно-исследовательские центры того времени — институты (Йельский университет, университет Джонса Хопкинса, и др.). Было создано Горное Бюро (Bureau of Mines), но оно не имело прав ограничивать деятельность предпринимателей. Возникли и укрепились тесные связи между специалистами, исследовательскими центрами, правительством и промышленностью, что способствовало прогрессу в области охраны труда.
После утверждения Конгрессом Закона об охране труда 1970 г. были созданы две независимые организации — Национальный институт охраны труда, и Управление по охране труда. Первая занималась научными исследованиями, и на основе полученной информации давала научно-обоснованные рекомендации в отношении разработки требований к работодателю. Вторая использовала эти рекомендации для создания как конкретных нормативных документов, обязательных для выполнения работодателем; так и инструкций для инспекторов, проверяющих выполнение этих требований. Управление отвечало также и за контроль за работодателями в отношении соблюдения требований законодательства (в отношении охраны труда).
Принятие упомянутого закона и появление дополнительного государственного контроля за работодателем сразу привело к значительному снижению числа случаев профессиональных заболеваний, травматизма, и несчастных случаев со смертельным исходом.
Ежегодно несколько тысяч человек гибнет из-за несчастных случаев со смертельным исходом. Полноценного учёта смертности из-за профессиональных заболеваний в США нет. По оценкам, приведённым в статье, в 2007 г. из-за несчастных случаев погибло 5,6 тыс., а из-за профзаболеваний — 53 тыс. По оценкам МОТ в 2001 г. из-за несчастных случаев погибло 6,6 тыс., а из-за профзаболеваний — порядка 100 тыс. Наконец, по оценкам отдела охраны труда профсоюзного объединения Американская федерация труда — Конгресс производственных профсоюзов в 2017 г. из-за несчастных случаев и профзаболеваний погибло около 5,2 и 95 тысяч работников соответственно.

### Охрана труда в Великобритании

Статья Чарльза Диккенса о необходимости ограждения подвижных частей машин для предотвращения травм рабочих, 1855 год

Первый закон, который по крайней мере пытался регулировать отношения работодателя и рабочего, и обязанности первого в отношении безопасности и санитарии на рабочих местах, был принят в Великобритании в 1795 году The Health and Morals of Apprentices Act (как следствие вспышек эпидемий, вызванных страшными условиями жизни и работы на первых фабриках в начале промышленной революции). Принятие этого закона, который (формально) являлся вмешательством государства в частную жизнь предпринимателей, не встретило никакого противодействия со стороны последних. Причина в том, что в законе отсутствовал хоть какой-то механизм контроля за его выполнением; и — как и ожидали предприниматели — он оказался совершенно неэффективным.
Публикации в газетах об ужасных условиях жизни и работы детей на фабриках, изменение общественного мнения, и агитация наиболее гуманных работодателей, привели к принятию в 1819 году нового закона — о ткацких фабриках (Act for the Regulation of Cotton Mills and Factories). Это закон, и последующие поправки к нему также оказались совершенно неэффективными — по той же причине: полное отсутствие механизма контроля государства за соблюдением закона работодателем. Позднее в прессе появились публикации об ужасных условиях труда рабов в США, и параллели с условиями на английских фабриках становились очевидны. Часть газетных статей, обращавших внимание на условия работы детей, и травматизм (из-за отсутствия ограждения на ременных передачах) была написана Чарльзом Диккенсом. В газетах печатались карикатуры на алчных работодателей, и статьи соответствующего содержания.
В 1833 году была учреждена должность королевского инспектора, имевшего право контролировать условия труда. Возраст, с которого дети могли начинать работать, был ограничен 13 годами; запрещалась ночная работа лиц моложе 18 лет; и рабочая (неделя) ограничивалась 48 часами. Недостатки первых законов попробовали учесть — теперь инспекторы имели драконовские полномочия, и имели право на полицейские меры в отношении нарушителей. Закон имел серьёзные недостатки, но его принятие стало большим шагом вперёд. В новом законе 1864г уже были требования к проветриванию (общеобменной вентиляции), а в законе 1878г — к местным отсосам (для удаления пыли от источников её образования).
В законе 1901 года описывались не только требования, но и методы их выполнения. Также документ содержал требования, ограничивавшие воздействие на рабочих некоторых промышленных токсических веществ (аналог ПККрз). Первым вредным веществом, использование которого было запрещено, стал жёлтый фосфор (при производстве спичек у детей возникали уродливые отклонения — «фосфорная челюсть»).
С начала 20-го века происходило бурное развитие медицины профзаболеваний, и науки в области охраны труда. В 1937 году был разработан и принят довольно подробный закон с требованиями охраны труда, а штат правительственных инспекторов включал в себя 30 человек. Вторая мировая война затормозила развитие в этой области.
Позднее, в 1950-60-е годы стали больше внимания уделять химическим веществам, использовавшимся в промышленности, и в фабричной инспекции был создан химический отдел; а в 1966 году — секция промышленной гигиены.
В 1974 году, после вступления в Европейский Союз, в Великобритании был принят первый закон об охране труда, который охватывал всех работников — Safety and Health Act. Также всех инспекторов (фабрично-промышленных, и работавших в горной промышленности) объединили в одной организации — Управление по охране труда (Health and Safety Executive).